# Ataï
Ataï est le « grand chef » kanak de Komalé, près de La Foa, en Nouvelle-Calédonie. En 1878, il mène l'insurrection kanak contre les colonisateurs français. Après des victoires importantes qui inquiètent l'administration coloniale de la Troisième République, il est tué par un auxiliaire kanak missionné par les colons français.

## Pwero
La colonisation chasse Ataï de Komalé. Il trouve refuge du côté du pénitencier de La Fonwhari, à Pwero, désormais dénommé La-Barrière-d'Ataï.

## L'Insurrection de 1878
En 1878, Ataï déclare au gouverneur français Léopold de Pritzbuer à Teremba, en déversant d'abord un sac de terre : « Voilà ce que nous avions », et ensuite déversant un sac de pierres : « Voici ce que tu nous as laissé ». 

Au gouverneur qui lui conseille de construire des barrières pour protéger ses cultures des dégâts commis par le bétail des colons, il répond : « Quand mes taros [des tubercules] iront manger ton bétail, je construirais des barrières. » Ses efforts pour s'entendre avec les Blancs ayant été vains, Ataï choisit la lutte armée.
Le pouvoir colonial réussit à s'assurer le soutien d'autres tribus kanakes, en particulier les Baxéa de Canala, contre Ataï et ses partisans. Sans ces auxiliaires, il ne pouvait poursuivre un ennemi qui se fondait dans la nature. L'insurrection met à feu et à sang le centre-ouest de la Grande Terre. Ataï se battra jusqu'à la mort.
Il est tué au combat le 1er septembre 1878 à Fonimoulou par un auxiliaire kanak, le Canala Segou, de la colonne Le Golleur-Gallet formée de Kanaks, de francs-tireurs (des déportés politiques), de Mercury (déportés de droit commun dirigés par Mercury, un surveillant du bagne).
Louise Michel, déportée sur la presqu'île de Ducos à la suite de la Commune de Paris au moment des faits, évoque ainsi la mort d'Ataï dans ses célèbres Mémoires :
« Ataï lui-même fut frappé par un traître. Que partout les traîtres soient maudits ! Suivant la loi canaque, un chef ne peut être frappé que par un chef ou par procuration. Nondo, chef vendu aux blancs, donna sa procuration à Segou, en lui remettant les armes qui devaient frapper Ataï. Entre les cases nègres et Amboa, Ataï, avec quelques-uns des siens, regagnait son campement, quand, se détachant des colonnes des blancs, Segou indiqua le grand chef, reconnaissable à la blancheur de neige de ses cheveux. Sa fronde roulée autour de sa tête, tenant de la main droite un sabre de gendarmerie, de la gauche un tomahawk, ayant autour de lui ses trois fils et le barde Andja, qui se servait d'une sagaie comme d'une lance, Ataï fit face à la colonne des blancs. Il aperçut Segou. Ah ! dit-il, te voilà ! Le traître chancela un instant sous le regard du vieux chef ; mais, voulant en finir, il lui lance une sagaie qui lui traverse le bras droit. Ataï, alors, lève le tomahawk qu’il tenait du bras gauche ; ses fils tombent, l'un mort, les autres blessés ; Andja s'élance, criant : tango ! tango ! (maudit ! maudit !) et tombe frappé à mort. Alors, à coups de hache, comme on abat un arbre, Segou frappe Ataï ; il porte la main à sa tête à demi détachée et ce n'est qu’après plusieurs coups encore qu'Ataï est mort. Le cri de mort fut alors poussé par les Canaques, allant comme un écho par les montagnes. […] Que sur leur mémoire tombe ce chant d'Andja : Le Takata, dans la forêt, a cueilli l'adouéke, l'herbe bouclier, au clair de lune, l'adouéke, l'herbe de guerre, la plante des spectres. Les guerriers se partagent l'adouéke qui rend terrible et charme les blessures. Les esprits soufflent la tempête, les esprits des pères ; ils attendent les braves ; amis ou ennemis, les braves sont les bienvenus par delà [sic] la vie. Que ceux qui veulent vivre s’en aillent. Voilà la guerre ; le sang va couler comme l’eau sur la terre ; il faut que l'adouéke soit aussi de sang. »

## La tête d'Ataï
En 1878, sa tête qui avait été mise à prix 200 Francs est achetée, ainsi que celle de Sandja (Takata, c’est-à-dire sorcier-guérisseur d'Ataï) par Navarre, un médecin de marine. Conservée dans un bocal de formol et montrée à Nouméa, elle est expédiée en métropole en 1878 au « thesaurus cranorium » du musée d’ethnographie du Trocadéro. Navarre en fait don à la Société d'anthropologie de Paris fondée par Paul Broca qui, dans le cadre d’une étude, fait exécuter un moulage de plâtre de la tête par le préparateur Félix Flandinette avant de la décharner et de découper la boîte crânienne pour en extraire le cerveau, faisant graver à même l’os « Ataï, chef des Néo-calédoniens révoltés, tué en 1879 ». La pratique qui consiste à extraire le cerveau du défunt était courante dans la France de l'époque, puisqu'en 1883, le défunt ministre et père fondateur de la Troisième République, Léon Gambetta, avait subi le même traitement que ce chef kanak. Le cerveau de Gambetta a été pesé, son cœur enveloppé dans du papier journal ainsi que sa tête ont été conservés par des proches.
Les crânes d'Ataï et d'Andja sont étudiés en 1882 par le préparateur du docteur Broca, Théophile Chudzinski, qui publie le compte rendu de son étude dans la Revue d'anthropologie de Paris.
Il est probable que la tête ait été alors entreposée au musée Broca (musée de la société d'anthropologie de Paris) qui se trouvait à l'époque dans les combles du musée Dupuytren (ancien couvent des Cordeliers), le musée parisien des « monstruosités ».
Les deux bustes sont exposés en 1889 au premier étage, travée nord de l'exposition du ministère de l'instruction publique - Classe VIII - Palais des Arts Libéraux - Champ de Mars. S'y trouvait aussi un écorché de la tête d'Ataï ainsi que sa main (moulage ?).
En 1951, les crânes d’Ataï et de Sandja rejoignent les collections du Musée de l'homme.
Il devient une figure emblématique à partir d'un écrit du prêtre kanak Apollinaire Anova (1929-1966), texte pratiquement inconnu jusqu'à une publication partielle en 1969, mais dont l'essentiel a été transmis oralement. Il devient alors une référence du nationalisme kanak, particulièrement dans le journal 1878.
Durant les années 2000, alors que les Kanaks continuent de revendiquer sa restitution, promise lors des accords de Matignon, une rumeur la déclare perdue. Un roman de Didier Daeninckx, Le Retour d'Ataï évoque cette quête et propose une explication romanesque du devenir des restes d'Ataï.
Le 5 juillet 2011, le mensuel de Nouvelle-Calédonie Le Pays annonce que le crâne d'Ataï a été retrouvé au Jardin des Plantes dans les réserves entreposées là pendant les travaux de restauration du Musée de l'Homme. Cet article a contribué à accentuer la thèse de la perte. Ces crânes sont conservés dans les réserves des collections d'anthropologie du Muséum national d'Histoire naturelle et n'ont jamais été ni exposés au public, ni perdus au sein de l'institution scientifique. Ils ont été numérisés par la direction des collections en 2010.
Le 28 août 2014, les crânes d'Ataï et d'Andja ont été remis officiellement par la ministre des Outre-mer, George Pau-Langevin, aux clans de l'aire coutumière concernée (Xaracuu), représentés par Bergé Kawa, grand chef du district de La Foa, lors d'une cérémonie de recueillement au Muséum national d'Histoire naturelle. Le crâne du grand chef Ataï et de son compagnon, le sorcier Andja, arrivent en Nouvelle-Calédonie le 2 septembre 2014. Ils sont déposés à la tribu de Petit-Couli à Sarraméa pendant un an, puis de nouvelles cérémonies se déroulent lors de la levée de deuil. Les crânes sont ensuite déposés à l'ancienne tribu de Winrinha, tribu de ces guerriers du clan Dawaeri.
Le 1er septembre 2021, jour anniversaire de leur mort, les reliques du chef Ataï et de Sandja sont définitivement inhumées sur le site funéraire « Wereha » au lieu-dit Fonwhary sur le territoire communal de La Foa. Ce terrain d'environ 5 ha a été aménagé pour devenir un espace mémoriel de « réconciliation » entre communautés, avec notamment à son entrée deux stèles commémoratives, une à la mémoire d'Ataï, une autre pour les 32 « volontaires et transportés victimes de l’insurrection kanak ». Cette inhumation s'est faite en présence de représentants des principales institutions néo-calédoniennes, issus des différentes composantes et communautés de l'archipel, dont Louis Mapou, président du Gouvernement, Rock Wamytan, président du Congrès, Yvon Kona, président du Sénat coutumier, Sonia Backès, présidente de l'Assemblée de la Province Sud, ou Nicolas Metzdorf, maire de La Foa. 
Dans le cadre des émeutes qui touchent la Nouvelle-Calédonie en 2024, ce mausolée est profané le 21 juillet 2024, avec la plaque commémorative des 32 victimes de l'insurrection kanak brisée, la stèle ouverte, les cercueils incendiés et les crânes d'Ataï et de son sorcier volés. Cet acte a été unanimement condamné par l'ensemble des représentants politiques, institutionnels et judiciaires et a provoqué une vive émotion dans l'opinion publique.

## Repentances
En 1983, « les gens des côtes est et ouest se sont réconciliés à l'occasion d'un échange coutumier... Les gens de Thio-Canala ont demandé pardon à leurs frères pour leur responsabilité dans la mort du chef Ataï à la fin de l'insurrection de 1878 » (Alban Bensa, 1985, dans Chroniques kanak, 1995).

### Musicographie
- Médine, Enfant du Destin, Ataï, 2018